# Serrat dels Morts (Santa Maria de Merlès)
El Serrat dels Morts és una serra situada al municipi de Santa Maria de Merlès (Berguedà), amb una elevació màxima de 754,6 metres.